# Heo Chohui
Heo Chohui(coreano:허초희;hanja:許楚姬, 1563-19 de março de 1589) foi um coreano poetas, escritores, romancista, artista, filósofo da dinastia Joseon. apelido era Nansulheon, Nansuljae, portanto dela honorífico é Heo Nansulheon. e um seguidor de Yi Dal. irmã do famoso romancista Heo Gyun.

## livro
- Nanseolheon jip
- Chuisawonchang

## Gallery

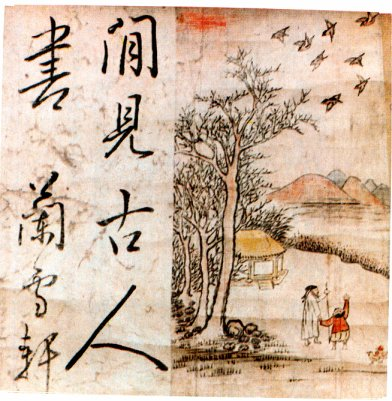
Anggan bigeumdo
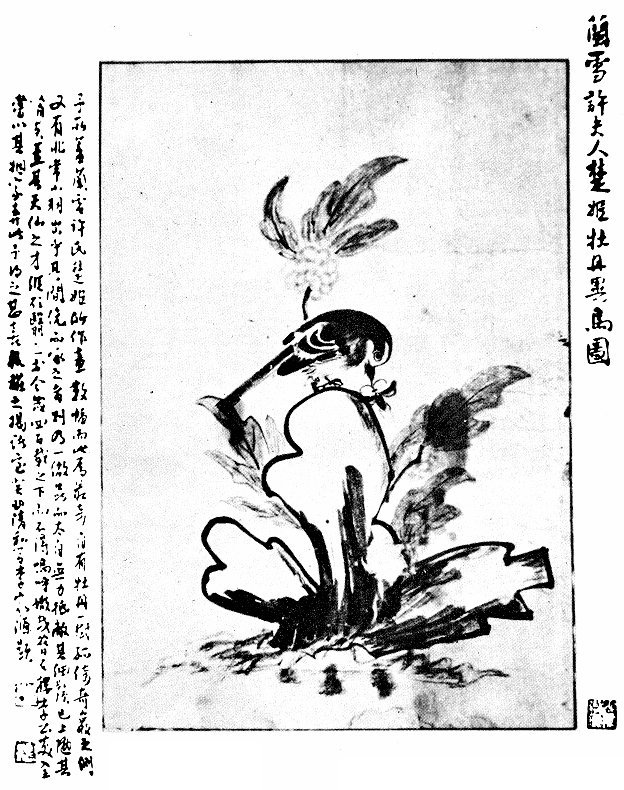
Mukjodo
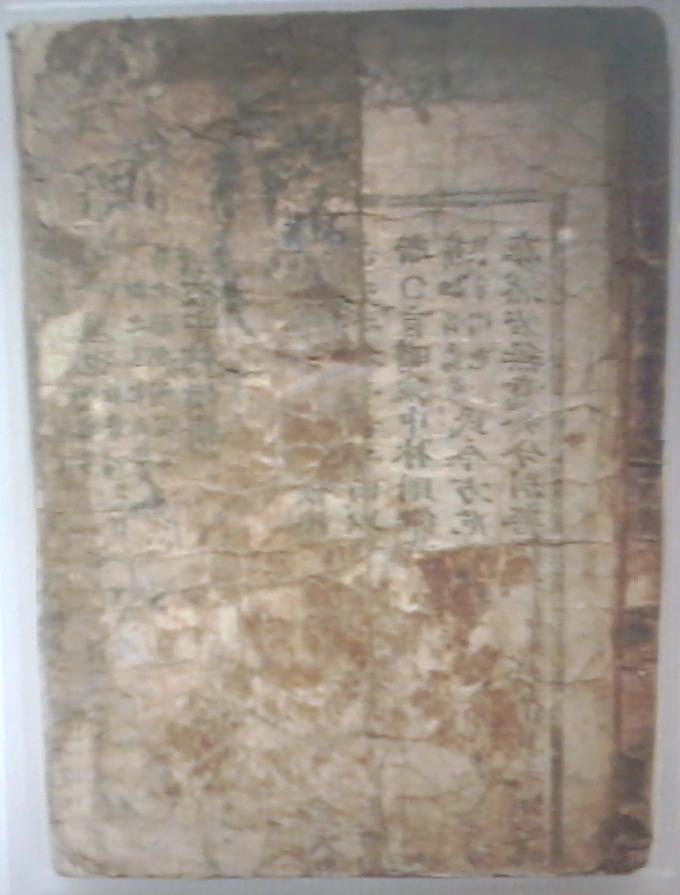
Nanseolheon jip
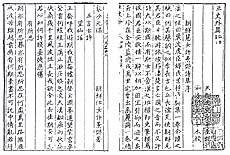
her's poet book Chwesawonchang (1612)
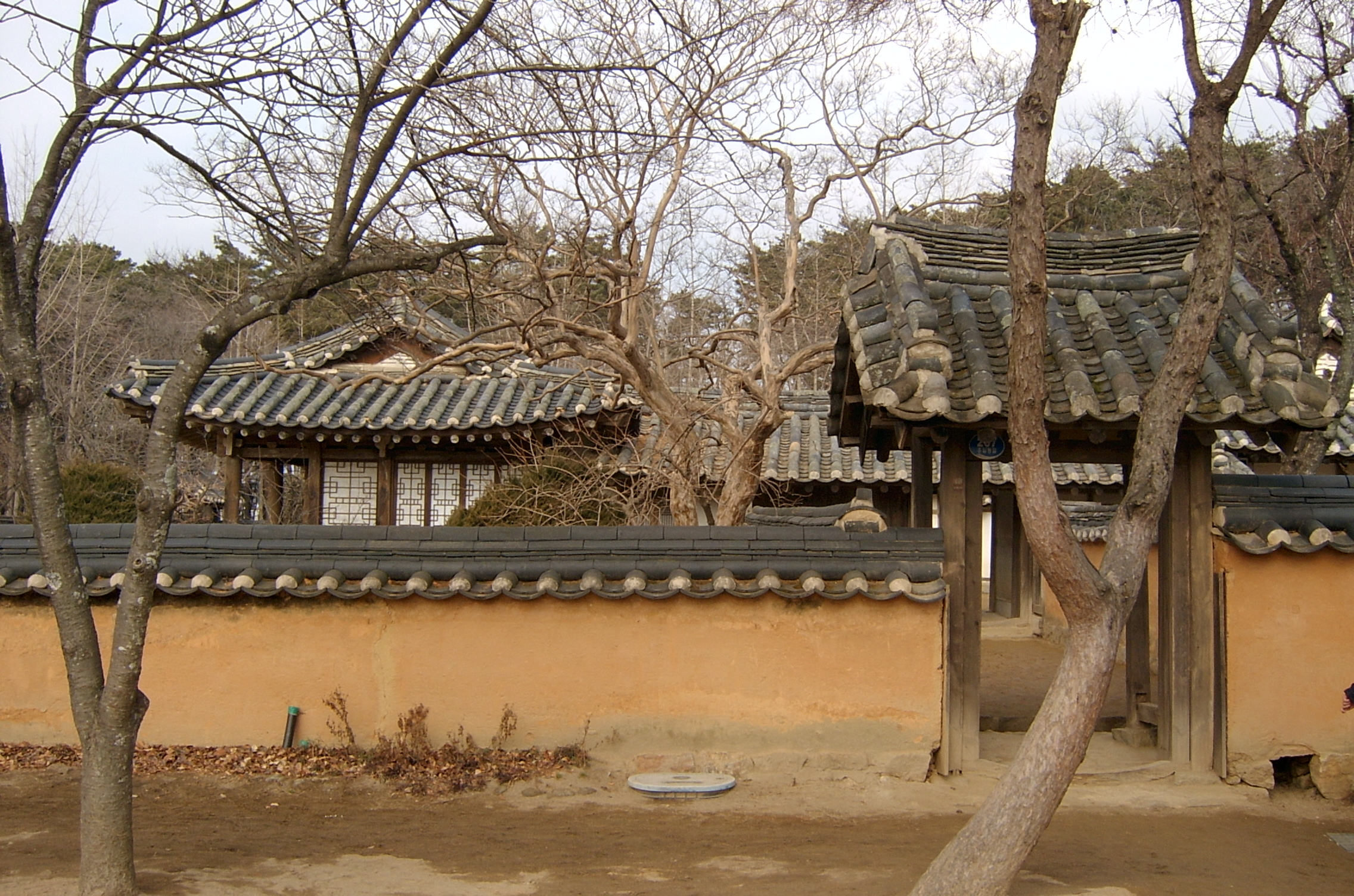